# Camponotus dracocephalus
Camponotus dracocephalus är en myrart som beskrevs av Hermann Stitz 1938. Camponotus dracocephalus ingår i släktet hästmyror, och familjen myror. Inga underarter finns listade.